# Lutéine
 (juin 2017).
La lutéine (du latin luteus, jaune) (C40H56O2) est un des 600 caroténoïdes connus.
On en trouve dans les légumes à feuilles vertes (chou kale, épinards, oseille), les légumes jaunes (maïs, carotte). On en trouve également dans le jaune d'œuf et des fleurs comestibles telles que l'œillet d'Inde (Tagetes).

## Utilisation

### Antioxydant
La lutéine est utilisée par l'organisme comme un antioxydant pour protéger l'organisme des radicaux libres issus des rayonnements ultra-violets[réf. nécessaire]. On la retrouve également chez la femme dans le corps jaune, au niveau des ovaires, lors de la phase lutéale du cycle menstruel.

### Pigment
Comme son proche parent, la zéaxanthine (Numéro E161h), cette xanthophylle a d'abord été utilisée comme un colorant naturel en raison de sa couleur rouge orangé. La lutéine absorbe la lumière bleue et apparait donc jaune à faible concentration et rouge-orangé à haute concentration.
La lutéine est souvent utilisée dans l'alimentation du poulet pour colorer sa peau en jaune, ce qui plait aux consommateurs[réf. nécessaire]. Cet apport en lutéine donne également un jaune d'œuf plus foncé et améliore ses qualités nutritionnelles.
Comme additif alimentaire, la lutéine porte le numéro E161b (plus précisément, la molécule purifiée issue de Tagetes erecta porte le numéro E161b(i), et l'extrait de Tagetes erecta brut porte le numéro E161b(ii)). 
L'industrie extrait la lutéine de l'œillet d'inde ou Tagetes.
La lutéine est liposoluble. Tout corps gras augmente sa biodisponibilité. La lutéine se stocke dans les graisses.

## Bénéfice pour la santé
L'apport en lutéine semble suffisant dans une alimentation équilibrée composée de fruits et légumes même s'il n'existe aucune donnée précise en termes d'apport journalier recommandé. Pour les populations victimes de malnutrition due au mode de vie, à des pathologies ou nourriture pauvre en fruits et légumes, des comprimés de lutéine peuvent être pris en complément alimentaire,.

### Protection oculaire
La lutéine est présente dans la macula, une zone de la rétine responsable de la vision centrale. Cette concentration naturelle pourrait permettre de protéger l'œil des lumières intenses.
De nombreuses études ont montré la relation directe entre la consommation de lutéine et la pigmentation de l'œil.
L'augmentation de la pigmentation de la macula diminue le risque de problèmes oculaires tels que la dégénérescence maculaire liée à l'âge en réduisant l'impact des radicaux libres sur la rétine.
Des effets positifs ont été constatés avec une prise de 6 mg/jour.

### Protection dermatologique
La lutéine (comme la zéaxanthine) augmente très efficacement la quantité de lipides (graisses) présentes à la surface de la peau, ce qui améliore la tolérance au Soleil, notamment la protection contre les ultraviolets et la susceptibilité aux brûlures (coups de soleil).

### Préservation de l'intelligence cristallisée
Des tests et analyses sanguines réalisés par des chercheurs en psychologie tendent à révéler une corrélation entre taux de lutéine et préservation de l'intelligence cristallisée.

### Effet secondaire
Le seul effet secondaire connu lié à la surconsommation de lutéine est le même que celui observé pour le surdosage de β-carotène, c'est-à-dire un bronzage de la peau appelé caroténodermie.

## Nutrition
Certains aliments sont considérés comme de bonnes sources de lutéine,,,
| Produit                                                | Lutéine/zeaxanthine (microgrammes pour 100 grammes) |
| ------------------------------------------------------ | --------------------------------------------------- |
| Capucine (fleurs jaunes, niveau de lutéine uniquement) | 45 000                                              |
| Chou kale (cru)                                        | 39 550                                              |
| Chou kale (cuit)                                       | 18 246                                              |
| Pissenlit feuilles (crues)                             | 13 610                                              |
| Capucine (feuilles, niveau de lutéine uniquement)      | 13 600                                              |
| Navet (feuilles crues)                                 | 12 825                                              |
| Épinards (crus)                                        | 12 198                                              |
| Épinards (cuits)                                       | 11 308                                              |
| Blette (cuit ou cru)                                   | 11 000                                              |
| Navet (feuilles cuites)                                | 8 440                                               |
| Chou cavalier (cuit)                                   | 7 694                                               |
| Cresson de fontaine (cru)                              | 5 767                                               |
| Pois (crus)                                            | 2 593                                               |
| Laitue romaine                                         | 2 312                                               |
| Courgette                                              | 2 125                                               |
| Chou de Bruxelles                                      | 1 590                                               |
| Pistache                                               | 1 205                                               |
| Brocoli                                                | 1 121                                               |
| Carotte (cuite)                                        | 687                                                 |
| Maïs                                                   | 642                                                 |
| Œuf dur                                                | 353                                                 |
| Avocat (cru)                                           | 271                                                 |
| Carotte (crue)                                         | 256                                                 |
| Kiwi                                                   | 122                                                 |